# 사랑과 평화
사랑과 평화는 1970년대부터 2020년대 현재까지 활동하고 있는 한국의 대중음악 밴드이다. 탁월한 연주 실력과 펑크 리듬을 특징으로 한다.
70년대 중반 미8군 무대에서 활동하던 서울 나그네가 전신으로 당시 DJ로 활동하던 이장희의 도움으로 1집 한동안 뜸했었지를 발표하여 히트시킨다. 2집에선 장미, 뭐라고 딱 꼬집어 얘기할 수 없어요 등을 히트시킨다. 데뷔당시 한국내 밴드중 가장 최고가의 악기와 24 채널 레코딩 기술등 시대를 앞서갔던 밴드로 특히 Mini Moog 와 Clavinet 등의 악기의 사용등 한국 밴드뮤직의 새로운 장을 열게 했다고 해도 과언이 아닌 대중음악 밴드이다.
1988년 최이철, 이남이등 원년 멤버와 새로운 멤버들을 보강해 이남이가 부른 울고 싶어라(3집)가 폭발적인 히트를 한다.
울고 싶어라의 인기로 이남이가 솔로로 팀을 탈퇴한 후, 박성식, 장기호를 영입하여, 1989년 드라마 주제가 샴푸의 요정(4집)을 히트시킨다. 1992년, 1995년 지속적으로 앨범을 계속 발표한다.
2016년 기준으로는 김명곤, 김태흥, 이남이, 이병일은 사망하였고, 최이철은 독자 활동.
보컬 이철호, 건반 이권희를 중심으로  왕성한 활동중이다

## 발표앨범
- 1978년 1집 한동안 뜸했었지
  - 멤버 : 최이철 (기타, 보컬), 김명곤 (키보드, 보컬), 이근수 (키보드), 故 이남이 (베이스), 故 김태흥 (드럼)
- 1979년 2집 뭐라고 딱 꼬집어 얘기할 수 없어요
  - 멤버 : 최이철 (기타, 보컬), 김명곤 (키보드, 보컬), 이근수 (키보드), 송홍섭 (베이스), 故 김태흥 (드럼)
- 1988년 3집 울고 싶어라
  - 멤버 : 故 이남이 (베이스, 보컬), 최이철 (메인 보컬, 기타), 한정호 (키보드), 최태일 (키보드), 故 이병일 (드럼)
- 1989년 4집 샴푸의 요정
  - 멤버 : 최이철 (기타, 보컬), 한정호 (키보드), 박성식 (키보드), 장기호 (베이스), 故 이병일 (드럼)
- 1992년 5집 사랑과 평화 5집
  - 멤버 : 이철호 (보컬), 최이철 (기타), 한정호 (키보드), 故 이병일 (드럼), 이종욱 (키보드), 이승수 (베이스)
- 1995년 6집 Acoustic Funky
  - 멤버 : 이철호 (보컬), 최이철 (기타, 보컬), 이승수 (베이스), 안정현 (키보드), 故 이병일 (드럼)
- 2003년 7집 Love & Peace : The Endless Legend
  - 멤버 : 이철호 (보컬), 송기영 (기타), 이승수 (베이스), 이권희 (키보드), 故 이병일 (드럼)
- 2007년 8집 Life & People
  - 멤버 : 이철호 (보컬), 송기영 (기타), 이승수 (베이스), 홍현민 (키보드), 이권희 (키보드), 정재욱 (드럼), 故 이병일 (드럼)
- 2014년 9집 No.9 ReBirth
  - 멤버 : 이철호 (보컬), 조범진 (기타), 박태진 (베이스), 이권희 (키보드), 정원식 (드럼)